# Soukromá zpráva z Ořechovky
Soukromá zpráva z Ořechovky je literární almanach obsahující rozsáhlý výběr z díla básníků, spisovatelů, dramatiků a hudebníků, kteří se neformálně sdružovali kolem pražského kulturně-společenského centra Ořechovka v osmdesátých letech minulého století. Almanach ve formě knihy s přílohou dvou CD nosičů vydalo nakladatelství Helvetica-Tempora v roce 2000 (ISBN 80-902124-9-2) v počtu 50 výtisků; kniha nebyla nikdy volně v prodeji, ale je k zapůjčení v hlavních českých knihovnách.
Texty almanachu jsou různorodé žánrově, způsobem, jak byly ve své době prezentovány, a pochopitelně i kvalitou. Čtenář zde najde od jednoduchých popěvků přes složitější básnické kreace a cyklické řady i kompozice připomínající pásmo v duchu Apollinairově. Almanach obsahuje také divadelní hru, čímž se (náhodně a nezáměrně) přibližuje jednomu z vydání almanachu Máj z roku 1860. 
Rozmanitost a žánrová šíře se odráží i v hudební složce projektu: v CD přílohách jsou zachyceny nahrávky hudebních skupin, zpívajících autorů, ale též symfonické básně provedené v pražském Rudolfinu.
Kniha je vybavena původními ilustracemi. 
Editory textové části knihy jsou Aleš J. Dvořák, Pavel Vinduška a Jan Wild, editorem CD a obrázků je Jiří Reiner. Autorem grafické úpravy knihy je Jakub Fabel.

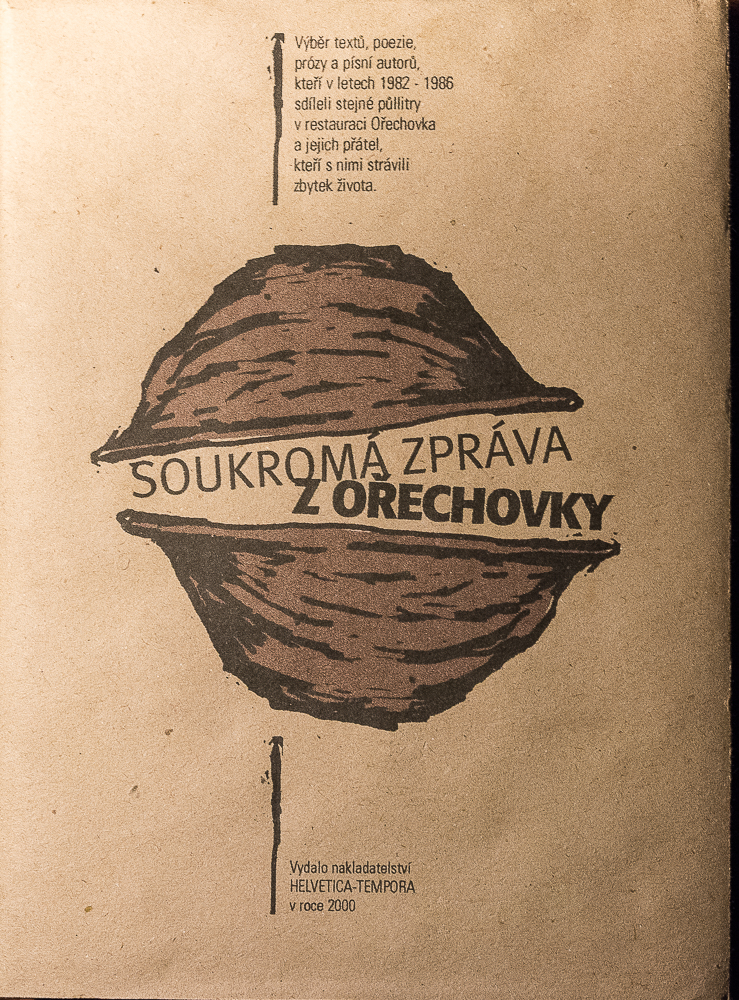
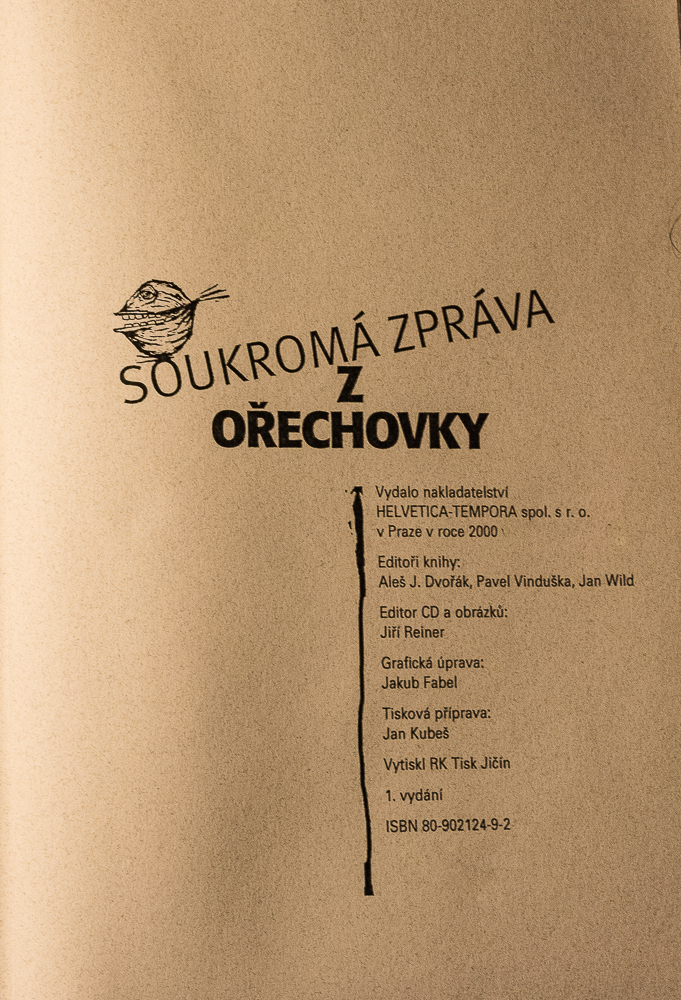

## Charakteristika literárního slohu
Díla almanachu vznikla ve své většině v osmdesátých letech dvacátého století a jejich autoři, tehdy vesměs ještě nedosáhnuvší třicátého roku života, vstupovali do literatury do té doby nepoznamenáni úsilím o dosažení životní úrovně či kariérního establishmentu. Tak jejich duše, řečeno s Březinou, byly otevřeny Tajemným dálkám a imaginace nebyla ničím svázána. Texty navíc nebyly ovlivněny cenzurou, ale ani politickou angažovaností, ať už ve prospěch tehdy vládnoucího pozdně normalizačního režimu nebo - v disidentském smyslu - proti němu. Autoři se přitom na takovém apolitickém nebo přesněji ne-politickém programu nijak neumlouvali. S odstupem doby se dokonce dá říci, že naznačená politická přezíravost byla jedním z neproklamovaných, avšak jednotících tvůrčích principů, jež byly ku prospěchu věci. Je zajímavé, že mnohé texty a písně se dočkaly i v době svého vzniku veřejného provedení nebo publikování.
Jednotlivá díla po slohové stránce nesou stopy velmi pozdních výhonků romantismu, postsymbolismu a v několika opusech i surrealismu. Za převažující sloh je však možno považovat poetismus, přesněji jeho znovuzrození a obměnu v podmínkách středoevropského velkoměsta konce století, a to se všemi jeho důležitými znaky, včetně touhy dívat se na život tak, aby se stal básní.

## Editoři textové části knihy
PhDr. Aleš J. Dvořák, nar. 1961, stál v druhé polovině 70. let u většiny kulturních aktivit na Gymnasiu Jana Keplera v Praze 6. Zde také začalo jeho spříznění a spolupráce s Janem Wildem, ale i dalšími podobně založenými spolužáky, okouzlenými hudbou a poezií (Vladimír Voráček, Jaroslav Horyna, Ivan Petránek, Aleš Sokolík ad.), a to zejména kolem hudební skupiny Q. B. F. F. F. S., divadla malých forem Antitrades a školního časopisu. Toto spříznění i příležitostná umělecká spolupráce vydržela ještě nějaký čas po absolvování gymnasia a znovu se obnovila u příležitosti edice almanachu.
Hlavním předmětem profesního zájmu Aleše Dvořáka je obor zvukové tvorby, v němž se pohybuje již více než 30 let. Mimo nutné technické vzdělání se věnoval i mezioborovému studiu umělecko teoretických disciplín na Karlově univerzitě. Po praxi v divadle a nahrávacích studiích založil vlastní pracoviště pro střih a mastering vážné hudby, kde dodnes realizuje hudební projekty pro mnoho tuzemských i zahraničních hudebních vydavatelství. Je vyhledávaným specialistou na natáčení v reálných akustických prostorech, často se věnuje varhanní hudbě a historickým nástrojům. Realizuje i náročné symfonické projekty a spolupracuje jako zvukový designér na filmových dokumentech s hudební tematikou. Jeho nahrávky získávají ocenění v předních světových recenzních časopisech (Diapason,  Early Music Review, Fanfare, Das Orchester...). Aleš Dvořák má na svém kontě též četnou spolupráci s Českým rozhlasem a Českou televizí. Současně působí jako pedagog zvukové tvorby a zvukový režisér na Hudební fakultě AMU v Praze. Jeho odborná  činnost je zacílena na umělecko estetické otázky zvukových nahrávek a na recenzní aktivity v oblasti audiotechniky.
Pavel Vinduška, nar. 1962, po absolvování střední odborné školy elektrotechnické a dálkového studia managementu na  Open University založil firmu CIT.CZ, která se věnuje programové platformě CTI (Computer telephony integration), na které vyvinula několik původních SW produktů pro českou a slovenskou armádu, ministerstvo vnitra, kultury, informatiky, zemědělství, práce a sociálních věcí a další orgány státní správy. Celkový počet instalací SW nyní převyšuje počet 1400. Ve spolupráci se  Západočeskou univerzitou CIT.CZ  vyvíjí SW produkty s TTS (Text to Speech) technologií pro zrakově postižené. V poslední době se také zabývá vývojem prostředků pro bezdrátovou telemetrii životních funkcí (tep, SpO2, krevní tlak atd.).
Dalším směrem zájmu Pavla Vindušky je skladba písní a textů. Tyto hrálo několik hudebních skupin: Schodiště, Dodna, Hadr, Dejura, Mantua aj. V roce 1982 natočil několik písní ve studiích v Národním divadle a nynějším Kongresovém centru za účasti profesionálních hudebníků. V té době vznikla i první hudební spolupráce s Janem Wildem a Alešem Dvořákem.
V almanachu vedle jeho písňových textů jsou i básně a povídka Kontrola životní aktivity. Několik posledních let se Pavel Vinduška věnuje realizaci audio projektu Zima společně s Janem Wildem, Alešem Dvořákem a Jiřím Reinerem.
Doc. RNDr. Jan Wild, CSc., nar. 1960, vystudoval Matematicko-fyzikální fakultu Univerzity Karlovy, kde se v současnosti věnuje vědecké a pedagogické činnosti. Hlavním předmětem jeho zájmu je experimentální fyzika nízkoteplotního plazmatu. Je autorem nebo spoluautorem více než třiceti publikací v mezinárodních časopisech s tzv. impakt faktorem a příslušným citačním ohlasem, spoluautorem dvou monografií a mnoha konferenčních příspěvků; kromě toho příležitostně publikuje v českých odborných periodikách jako je např. Československý časopis pro fyziku nebo Vesmír.
Druhou oblastí Wildových aktivit je činnost hudební a hudebně-pedagogická. Na Konzervatoři a VOŠ Jaroslava Ježka učí hudební teorii a skladbu; některé jeho kompozice se dočkaly veřejného provedení v podání předních symfonických orchestrů (Koncert pro Violoncello a smyčce, Krystalická vláčnost) nebo v komorní úpravě byly nahrány ve studiích Českého rozhlasu (Opožděné předjaří). Symfonická báseň Sto roků samoty v podání orchestru FYSIO vyšla na CD Rokl a Růžička v Rudolfinu. Příležitostně se též věnuje orchestraci nebo aranžování symfonického orchestru. V tomto ohledu za jednu z nejvýznamnějších je možno považovat jeho práci na audio projektu Zima Pavla Vindušky.
V almanachu má několik básní (z nich Balada o jízdě metrem vyšla také v jiné sbírce pod pseudonymem), dvě básnická pásma, povídku Míjení (byla též otištěna v literárním měsíčníku Tvar) a divadelní hru napsanou ve stylu blízkém absurdnímu dramatu, která se ve své době dočkala několika repríz v malých divadlech (režijní nastudování A. J. Dvořák).

## Soupis autorů
- Demartini Jan
- Drtina Robert
- Dvořák Aleš Josef
- Eliška Petr
- Havlíček Petr
- Hlavička Tomáš
- Hofman Richard
- Jager Jiří
- Keller Martin
- Kellerová Kateřina
- Knébl Michal
- Laurentová Štepánka
- Macálka Karel
- Mimra Jan
- Mužík Tomáš
- Reiner Kay Jiří
- Vinduška Pavel
- Voráček Vladimír
- Walenfelst Dominik
- Wild Jan